# Samuel Caballero
Jorge Samuel Caballero Álvarez (24 de dezembro de 1974) é um ex-futebolista profissional hondurenho que atuava como defensor.

## Carreira
Samuel Caballero fez parte do elenco da Seleção Hondurenha de Futebol nas Olimpíadas de 2008.

## Títulos

### Clubes
CD Olimpia
- Liga Nacional de Fútbol de Honduras: 2000-01

Changchun Yatai
- Super Liga Chinesa: 2007

### Individuais
- MVP da Super Liga Chinesa: 2009